# Marcus Hellner

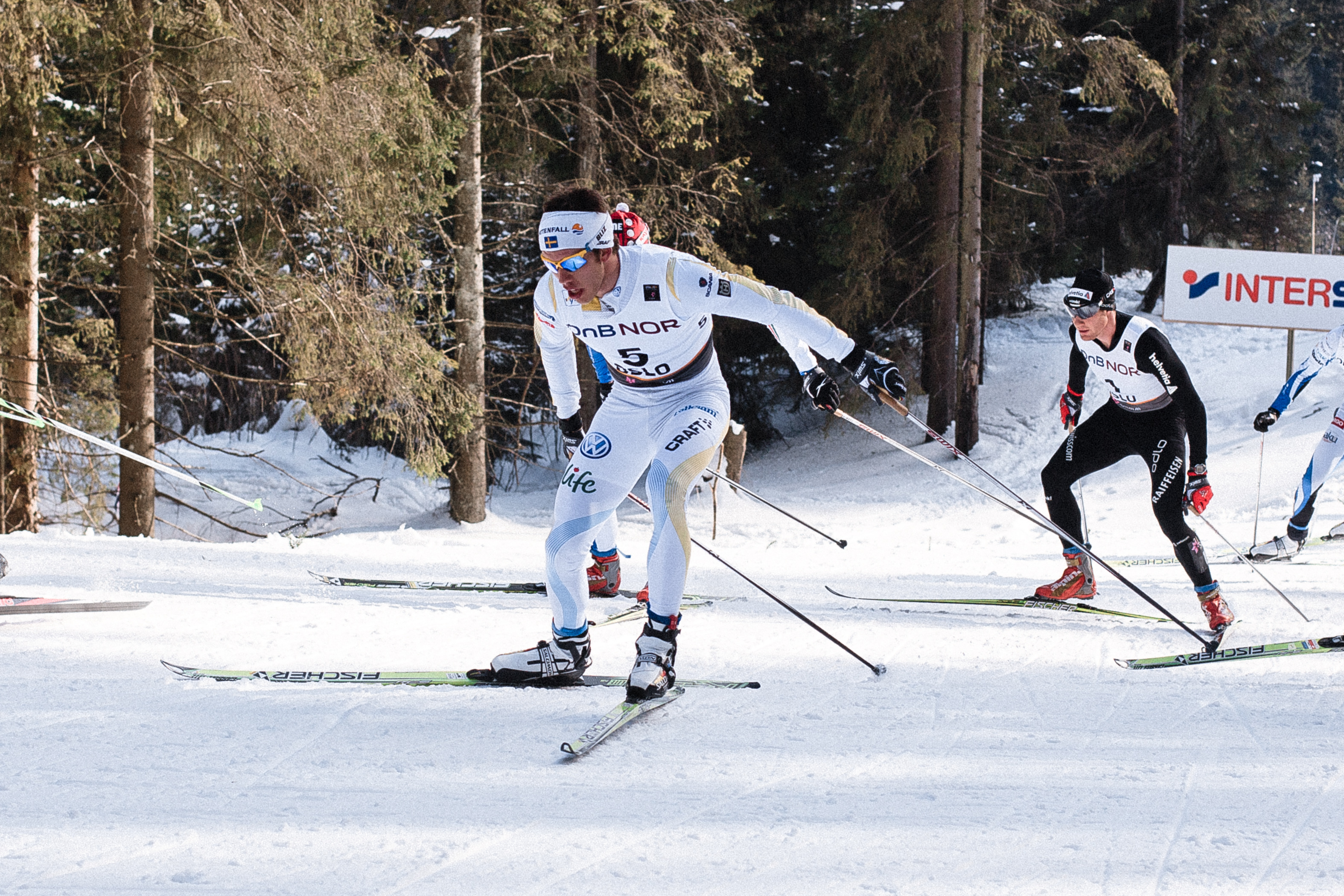
Hellner (links) met Dario Cologna tijdens de wereldkampioenschappen langlaufen 2011.

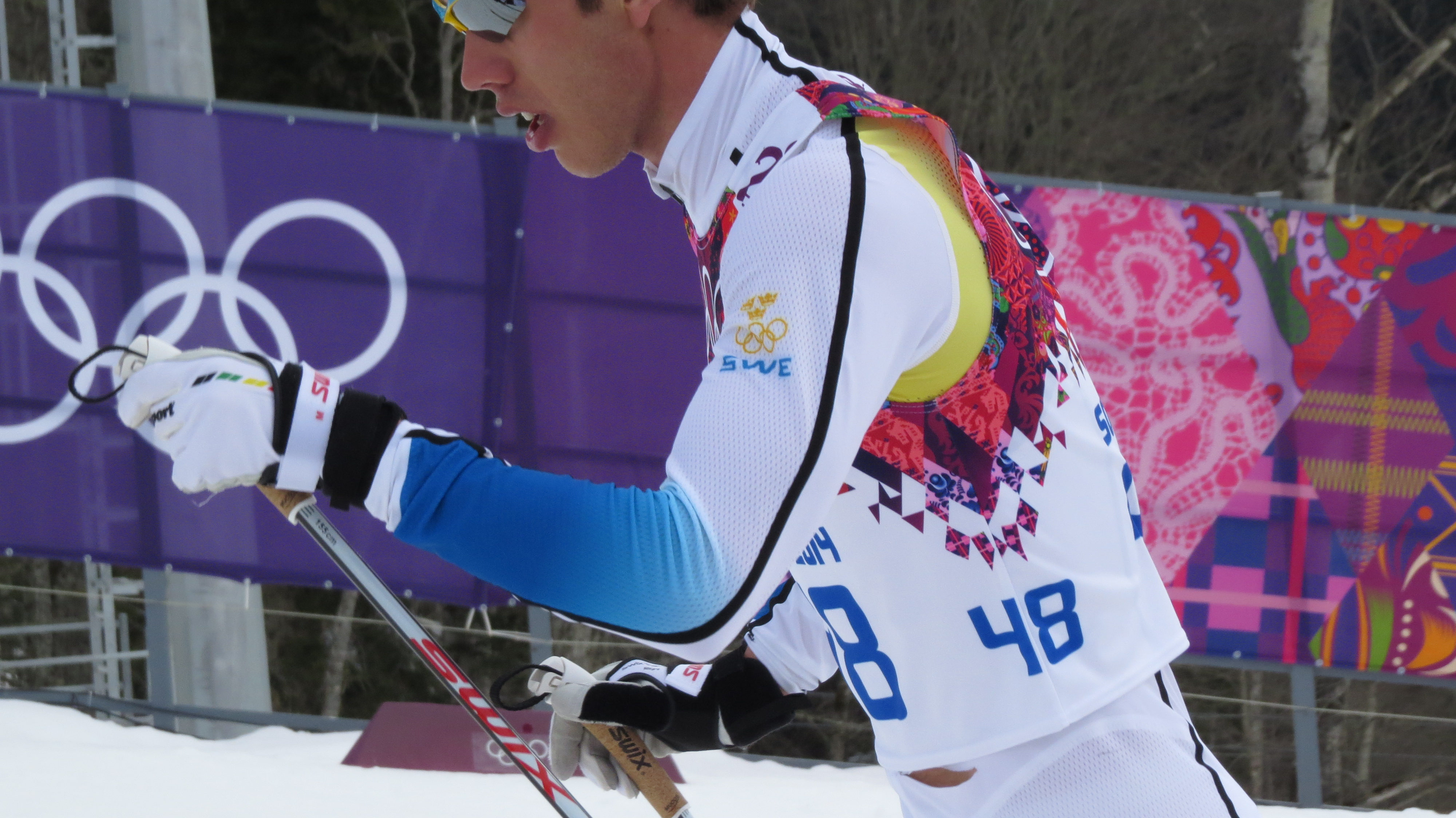
Hellner tijdens de Olympische Winterspelen 2014.

Carl Marcus Joakim Hellner (Lerdala, 25 november 1985) is een voormalige Zweedse langlaufer. Hij vertegenwoordigde zijn vaderland op de Olympische Winterspelen 2010 in Vancouver, op de Olympische Winterspelen 2014 in Sotsji en op de Olympische Winterspelen 2018 in Pyeongchang.

## Carrière
Hellner maakte in maart 2006 in Borlänge zijn wereldbekerdebuut, bijna een jaar later scoorde hij in Davos zijn eerste wereldbekerpunten. In Sapporo nam de Zweed deel aan de wereldkampioenschappen langlaufen 2007, op dit toernooi eindigde hij als achtste op de 15 kilometer vrije stijl. Samen met Martin Larsson, Mathias Fredriksson en Anders Södergren veroverde hij de bronzen medaille op de estafette. In oktober 2007 eindigde Hellner in Düsseldorf voor de eerste maal in zijn carrière in de top tien van een wereldbekerwedstrijd. Tijdens de openingswedstrijd van het seizoen 2008/2009 in Gällivare boekte de Zweed zijn eerste wereldbekerzege. Op de wereldkampioenschappen langlaufen 2009 eindigde Hellner als vijfde op de sprint, als negentiende op de 30 kilometer achtervolging en als 28e op de 50 kilometer vrije stijl. Op de estafette eindigde hij samen met Daniel Richardsson, Johan Olsson en Mathias Fredriksson op de zesde plaats. Gedurende de Tour de Ski 2009/2010 stond de Zweed in vier etappes op het podium, in het eindklassement eindigde hij op de vierde plaats. Tijdens de Olympische Winterspelen van 2010 veroverde Hellner goud op de 30 kilometer achtervolging, daarnaast eindigde hij als vierde op de 15 kilometer vrije stijl en als 22e op de 50 kilometer klassiek. Samen met Daniel Richardsson, Johan Olsson en Anders Södergren sleepte hij de gouden medaille in de wacht op de estafette, op de teamsprint eindigde hij samen met Teodor Peterson op de vijftiende plaats.
In Oslo nam de Zweed deel aan de wereldkampioenschappen langlaufen 2011. Op dit toernooi werd hij wereldkampioen op de sprint. Daarnaast eindigde hij als zesde op de 30 kilometer achtervolging, als vijftiende op de 50 kilometer vrije stijl en als 34e op de 15 kilometer klassieke stijl. Op de estafette legde hij samen met Daniel Richardsson, Johan Olsson en Anders Södergren beslag op de zilveren medaille. Op de wereldkampioenschappen langlaufen 2013 in Val di Fiemme eindigde hij achtste op de 30 kilometer skiatlon, als zeventiende op de 15 kilometer vrije stijl en als 29e op de 50 kilometer klassieke stijl. Samen met Emil Jönsson behaalde hij de zilveren medaille op de teamsprint, op de estafette veroverde hij samen met Daniel Richardsson, Johan Olsson en Calle Halfvarsson de zilveren medaille. Tijdens de Olympische Winterspelen van 2014 in Sotsji sleepte Hellner de zilveren medaille in de wacht op de 30 kilometer skiatlon, daarnaast eindigde hij als zesde op de sprint en als tiende op de 15 kilometer klassieke stijl. Samen met Jens Burman, Daniel Richardsson en Johan Olsson werd hij, net als vier jaar eerder, olympisch kampioen op de estafette.
In Falun nam de Zweed deel aan de wereldkampioenschappen langlaufen 2015. Op dit toernooi eindigde hij als vierde op de 15 kilometer vrije stijl en als tiende op de 30 kilometer skiatlon. Op de estafette legde hij samen met Daniel Richardsson, Johan Olsson en Calle Halfvarsson beslag op de zilveren medaille. Op de wereldkampioenschappen langlaufen 2017 in Lahti eindigde hij als zevende op de 30 kilometer skiatlon en als twaalfde op de 50 kilometer vrije stijl. Samen met Daniel Richardsson, Johan Olsson en Calle Halfvarsson behaalde hij de bronzen medaille op de estafette. Tijdens de Olympische Winterspelen van 2018 in Pyeongchang eindigde Hellner als achtste op de 15 kilometer vrije stijl en als twaalfde op de 30 kilometer skiatlon. Op de teamsprint eindigde hij samen met Calle Halfvarsson op de vierde plaats, samen met Jens Burman, Daniel Richardsson en Calle Halfvarsson eindigde hij als vijfde op de estafette.
Op 6 mei 2018 maakte Hellner op zijn instagrampagina bekend zijn carrière te beëindigen.

## Resultaten

### Olympische Spelen
| Jaar | Plaats      | Resultaten |
| ---- | ----------- | --- |
| 2010 | Vancouver   | 4e 15 km vrije stijl · 30 km achtervolging · 22e 50 km klassieke stijl · 15e Teamsprint (vrije stijl) · 4x10 km estafette |
| 2014 | Sotsji      | 6e Sprint (vrije stijl) · 10e 15 km klassieke stijl · 30 km skiatlon · 4x10 km estafette                                  |
| 2018 | Pyeongchang | 8e 15 km vrije stijl 12e 30 km skiatlon 4e Teamsprint (vrije stijl) 5e 4x10 km estafette                                  |

### Wereldkampioenschappen
| Jaar | Plaats        | Resultaten |
| ---- | ------------- | --- |
| 2007 | Sapporo       | 8e 15 km vrije stijl · 4x10 km estafette                                                                              |
| 2009 | Liberec       | 5e Sprint (vrije stijl) 19e 30 km achtervolging 28e 50 km vrije stijl 6e 4x10 km estafette                            |
| 2011 | Oslo          | Sprint (vrije stijl) · 34e 15 km klassieke stijl · 6e 30 km achtervolging · 15e 50 km vrije stijl · 4x10 km estafette |
| 2013 | Val di Fiemme | 17e 15 km vrije stijl · 8e 30 km skiatlon · 29e 50 km klassieke stijl · Teamsprint (vrije stijl) · 4x10 km estafette  |
| 2015 | Falun         | 4e 15 km vrije stijl · 10e 30 km skiatlon · 4x10 km estafette                                                         |
| 2017 | Lahti         | 7e 30 km skiatlon · 12e 50 km vrije stijl · 4x10 km estafette                                                         |

### Wereldbeker
Eindklasseringen
| Seizoen   | Algm  | DI    | SP  | TdS |
| --------- | ----- | ----- | --- | --- |
| 2006/2007 | 114e  | 81e   | 73e | -   |
| 2007/2008 | 53e   | 45e   | 41e | 47e |
| 2008/2009 | 21e   | 17e   | 35e | 23e |
| 2009/2010 | Brons | Brons | 15e | 8e  |
| 2010/2011 | 7e    | 7e    | 15e | 9e  |
| 2011/2012 | 4e    | 8e    | 34e | DNF |
| 2012/2013 | 9e    | 11e   | 53e | 13e |
| 2013/2014 | 17e   | 15e   | 82e | 19e |
| 2014/2015 | 19e   | 14e   | -   | 10e |
| 2015/2016 | 30e   | 27e   | 64e | -   |
| 2016/2017 | 6e    | 8e    | 40e | 24e |
| 2017/2018 | 26e   | 22e   | 40e | 8e  |

Wereldbekerzeges
| Datum            | Plaats        | Onderdeel                            |
| ---------------- | ------------- | ------------------------------------ |
| 22 november 2008 | Gällivare     | 15 km vrije stijl                    |
| 20 november 2010 | Gällivare     | 15 km vrije stijl                    |
| 31 december 2010 | Oberhof       | 3,75 km vrije stijl TdS              |
| 6 januari 2013   | Val di Fiemme | 9 km vrije stijl (handicapstart) TdS |
| 19 maart 2017    | Quebec        | 15 km vrije stijl (handicapstart)    |